# A Flower's Broken
A Flower's Broken är det femte studioalbumet av den italienska pop-artisten Sabrina Salerno, utgivet av RTI Music år 1999.

## Information om album
I januari år 1999, då blev A Flower's Broken — Sabrinas femte album — äntligen släppt i Italien och Spanien av RTI Music. Stilmässigt sett, såg detta album Sabrinas återkomst till dance-pop.
Endast en singel släpptes från detta album – "I Love You". Oturligt nog, nådde varken albumet eller singeln någon framgång, och albumets skivbolag RTI Music (kontrollerat av Mediaset) såldes samtidigt som albumet släpptes, samt all marketing och promotion stoppades.

## Låtlista
1. Shallala – 3:20
2. Jimmy – 4:08
3. I Love You – 4:32
4. Diamond in the Sand – 3:54
5. I Want You – 3:49
6. You Oughta Know – 3:59
7. Flower's Broken – 4:32
8. Love Is All There Is – 3:23
9. Russian Lover (feat. Dimitri Kusnitzof) – 3:50
10. Never Too Late – 9:43